# 橘丸事件

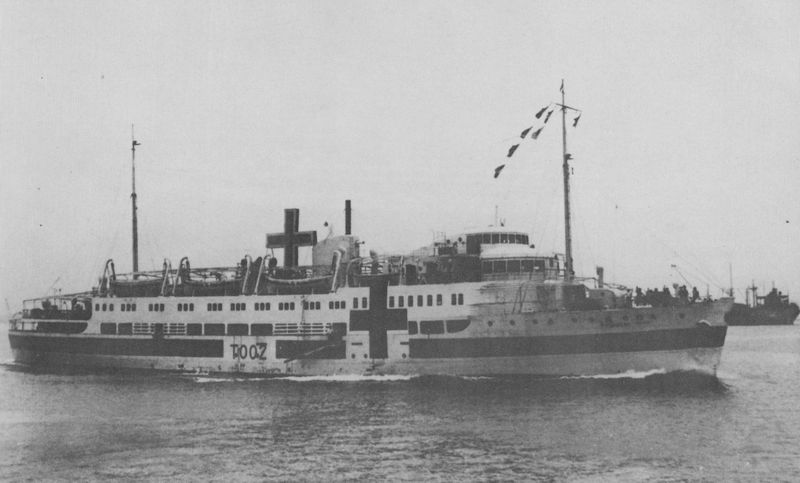
病院船仕様の「橘丸」

橘丸事件（たちばなまるじけん）は、1945年（昭和20年）に日本陸軍が戦時国際法に違反して病院船「橘丸」（東海汽船、1,772トン）で部隊・武器を輸送した事件である。日本陸軍創設史上最も多い約1,500名の捕虜を出すこととなった。
ここでは本編に先立って事件に至るまでの背景などを「前史」として解説する。「橘丸」の船歴については当該項を参照とのこと。

## 前史

### 日本軍の病院船の被害

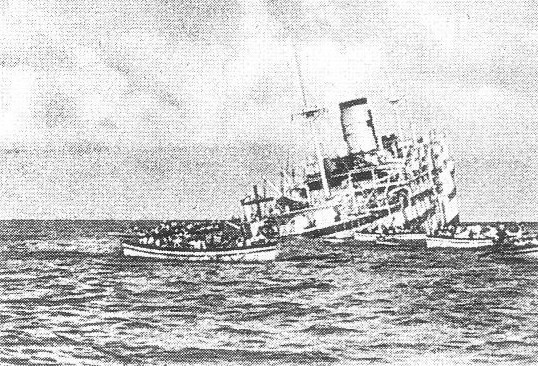
沈没する「ぶゑのすあいれす丸」（1943年11月27日）

1943年（昭和18年）12月当時、日本軍が運用し連合国側に病院船として通告済みの船舶は、日本陸軍が「橘丸」を含めて17隻、日本海軍が4隻であった。
なお、日本陸軍ではこの17隻の通告済み病院船の他に、未通告のまま病院船と称する船舶を何隻か運航させていた。そのうちの1隻、「はるぴん丸」（日本海汽船、5,167トン）は1942年（昭和17年）1月10日にアメリカ潜水艦「スティングレイ」 (USS Stingray, SS-186) に撃沈される。この事は1942年1月14日の大本営発表で公表され、当時の新聞は「国際條約を蹂躙」「天人倶に許すべからざる非人道的行為」と書いて、いわゆる「アメリカ軍の非人道性」を大いに批判した。しかし、「はるぴん丸」撃沈の実態は、「「ハルピン」丸ハ船体黒塗ノママ赤十字標識ヲ附シアリ 敵国ニ対シ病院船トシテ通告モナシアラザリシモノニシテ国際法上ノ病院船トシテノ資格ナカリシモノナリ」と、日本海軍が記すように、登録はおろか”（目立つ赤十字のマークがあったとしても）病院船としての正規な塗装”を行っていなかった。
1943年（昭和18年）5月23日、ラングーン停泊中の陸軍病院船陸軍病院船「ばいかる丸」（東亜海運、5,243トン）は飛来した連合国の軍用機に機銃掃射を加えられた。被害は無かったが、連合国側の戦時国際法違反行為として、5月25日には新聞各紙も写真入りで報じた。これ以降も、連合国軍による病院船として通告済みの日本の船舶への攻撃も収まらず、そのたびに「通告済み病院船が攻撃される→大本営発表で公表→米英非難報道→米英が釈明、もしくは事実上の謝罪」のパターンが繰り返された。ついには、1943年（昭和18年）11月27日に「ぶゑのすあいれす丸」（大阪商船、9,625トン）がカビエン近海でアメリカ軍のB-24の爆撃を受けて沈没し、その写真が公にされるという事態が起こる。さらにアメリカ軍機は救命ボートで漂流していた生存者を機銃掃射で殺傷した。なお本船は、1942年11月23日に外務省経由で病院船として連合国への通告が行われ、12月に入ってからスイス、スウェーデンおよびスペイン経由で連合国側に通告され受理されていた。
17隻の通告済みの陸軍病院船の中で終戦時に残存したのは、この項の主役である「橘丸」だけであり、他はすべて連合国軍による攻撃、または触雷で失われた。「輸送船の機能しかなかった」という一文に関しても、実際に陸軍病院船に関しては病院船というより「還送患者輸送船」といった感じで病院船を運用していた節があり、また患者のいない往航には武装兵を運ぶことも普通におこなわれている。もっとも、海軍病院船がそういう使われ方をしなかった、というわけではない。

### 連合国軍の病院船の被害

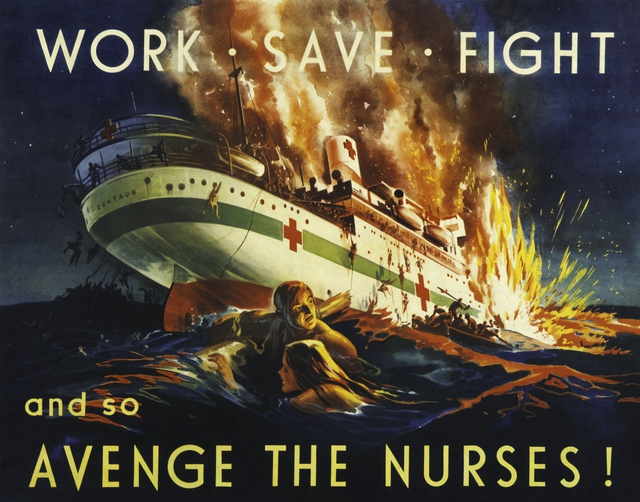
「セントー」撃沈を題材に、報復を訴えるオーストラリアのプロパガンダポスター

上記のように連合国軍による通告済み病院船への攻撃が多数行われたものの、それに対して日本軍は条約を遵守して通告済み病院船に対して全く手出しをしなかったのかといえば「否」で、スラバヤ沖海戦直前の1942年2月26日のオランダ病院船「オプテンノール」（6,076トン）の抑留と、1943年5月14日の伊号第一七七潜水艦（伊177）によるオーストラリア病院船「セントー」（3,222トン）撃沈が、日本軍が病院船に手出しした例として挙げられる。
「オプテンノール」の拿捕は、味方艦隊の行動海域を航行していることが「怪しい」と判断され、臨検の結果「とがむべき点は認められなかった」ものの、その後の航路指示に従わなかったことから結局抑留・接収され、日本側が使用することとなった。オランダ政府はこれに抗議し、日本側の病院船の不承認をちらつかせたりもし、最終的な決着は戦後の1978年までかかった。「セントー」撃沈は、伊177が「セントー」を「病院船とは気付いていなかったらしい」が、生存者は「日本の病院船への攻撃に対する報復」と受け止めていた。それほどに、連合国側の通告済病院船への攻撃が多発しており、連合国側の将兵が皆その事実を知っていたことを窺わせる。
あえて太平洋戦争時以前まで遡って例を挙げるならば、日露戦争での日本海海戦でロシア帝国海軍の病院船「オリョール」（4,500トン）が抑留され、その後の捕獲審判において条約上禁止される軍事目的に使用されたことを理由に没収されている。この際は病院船「コストローマ」も同時に抑留されているが、こちらはそのまま解放されている。病院船の臨検自体は交戦権として認められるものであり、さらに病院船の航路を指示したり、特に必要な場合には抑留することも条約上で認められた行為である。これにより、「オプテンノール」の拿捕は指示に従わなかった船に非があり、日本軍が非を働いたとは言い難いものとなるが、旧日本軍はこれを違法と判断されることを極度に恐れていた節が窺われる。

### 病院船を用いた軍事輸送

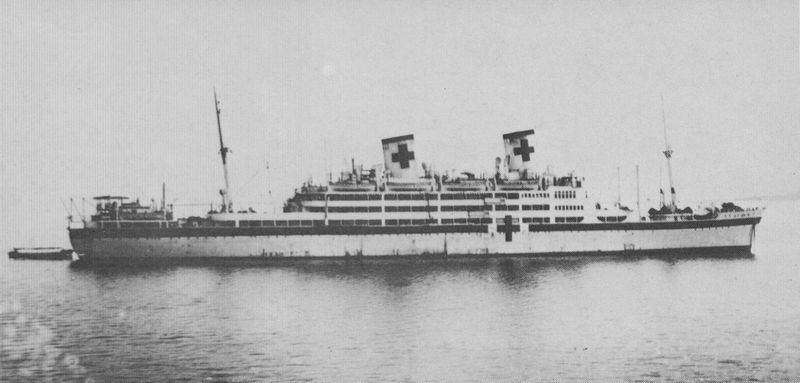
病院船として運用される「高砂丸」（1945年6月）
1942年4月26日には雷撃で損傷し、同年11月1日には停泊中に至近弾で損傷。1944年4月9日には機雷に触れて大破し、9月21日には機銃掃射を受けて損傷するなど、通告された病院船にもかかわらず被弾することは少なくなかった。一方で食料の輸送や隠蔽された燃料タンクの搭載が企てられるなど、国際法で認められていない軍事物資の輸送に用いられようとしたこともあった。

日本軍の病院船が戦時国際法で禁止されている兵員や物資の輸送を行っていたことは、証言や記録にいくつも残っている。
1944年（昭和19年）12月、「ばいかる丸」が宇品に出航した際には、海田市町（現・海田町）沖で停泊し、夜間のうちに赤十字を描いた爆薬入りの木箱を2晩かけて積載した。次に寄港した門司港では、白く塗装し赤十字を描いた大発動艇に加え、陸軍予備士官学校を卒業したばかりの見習士官の一隊が乗船した。これらは戦時国際法違反行為で、船窓には航海中カーテンが降ろされ、見習士官が甲板に出るときには上着を脱いだ白シャツ姿だった。
これらの違反行為は連合軍も疑うところとなり、1945年（昭和20年）に入ると、日本の何隻かの病院船の行く手行く所で水上艦艇による臨検（臨検行為は条約上認められている）および、航空機による威嚇飛行（条約違反）が繰り返されるようになる。1945年3月25日、基隆に停泊中の「ばいかる丸」は、大本営命令によりレイテ島北端のアパリに向かう。2日後にアパリに到着したが、昼夜分かたぬアメリカ軍機の威嚇飛行を受け、バドリナオ岬に移動しても状況は変わらず、「ばいかる丸」はバドリナオ沖から去って3月30日に基隆に帰投した。「ばいかる丸」のこの時の任務が何であったかについて駒宮真七郎は、「患者収容に見せかけ、特命の人員を台湾に連れ戻す」のが目的であり、その「特命の人員」とは「「翼を失った戦闘機の搭乗員」若しくは「特攻隊員」との見方が本命」と駒宮は推測している。
7月には、海軍病院船「高砂丸」（大阪商船、9,347トン）が船倉に食糧を搭載して、室蘭港から当時孤立無援の状態だったウェーク島に向かった。出発にあたり、船内病院長である海軍大佐は乗組員全員に違反行為のため拿捕、撃沈も覚悟するよう訓示している。予想通り、ウェーク島到着前日に「高砂丸」はアメリカ海軍駆逐艦「マリー (USS Murray, DD-576) 」の臨検を受け、50名の兵員が端艇で乗船した。臨検により大量の食糧にチェックが入ったため、軍用物資でもある食糧の陸揚げが出来なくなり、7月4日にウェーク島に入泊した高砂丸は1,000の傷病軍人の輸送しか行えなかった。その患者を乗せる際にも上空からの監視があり、出港後にも再び臨検された。その「高砂丸」には燃料輸送用のタンクが設置される計画もあったが、これは「良識派の意見が通」って工事直前に中止になった。「高砂丸」や、国際法をたてに軍部からの要請を再三にわたって退けた海軍病院船「氷川丸」（日本郵船、11,622トン）のように良心が邪心を退けたために、結果的に戦禍から逃れることができた例もあったが、臨検や威嚇飛行の段階に至らなくても、日本軍には国際法によって病院船が禁じられている武器弾薬や将兵の輸送行為を、連合国側に発覚することなく行った事例が実際に存在する。海軍病院船「朝日丸」（日本郵船、9,326トン）は戦艦「金剛」、「榛名」宛の弾薬560発を輸送し、「橘丸」も拿捕前に、アンダマン諸島およびニコバル諸島から傷病兵に健全兵を「混ぜて」スラバヤに輸送した疑惑がある。
「オプテンノール」や「ばいかる丸」、「高砂丸」の事例は、通告済み病院船といえども国際法違反の行為の疑念を抱かれた場合、警戒が厳しくなる事を表す。「オプテンノール」抑留はその正当性に関して判断が分かれているが、「ばいかる丸」は威嚇飛行だけに留まり、「高砂丸」は臨検を受けたが“シロ”と認定された。しかし、「橘丸」は国際法に違反した状態で早々に連合軍側に察知されており、臨検を受け、“クロ”と認定されて拿捕された。

## 事件
モルッカ諸島の一部を成すカイ諸島には、第五師団（山田清一陸軍中将）歩兵第十一連隊第一および第二大隊、歩兵第四十二連隊一個中隊の総勢1,562名が駐屯していた。しかし、戦局がフィリピンの戦いもほぼ終わってボルネオの戦いに移ると、この方面の兵力は戦略的価値を事実上失っていたも同然だった。そこで南方軍（寺内寿一元帥陸軍大将）は第二軍（豊嶋房太郎陸軍中将）に対し兵力の集約を行うよう命じ、命を受けた第二軍は遊軍と化していた第五師団をカイ諸島から引き揚げさせて、近いうちに連合軍が上陸してくるであろう昭南（シンガポール）かジャワ島の防衛に宛てることとした。モルッカ諸島や小スンダ列島からの兵力後退輸送は、それ以前にも重巡洋艦「足柄」や軽巡洋艦「五十鈴」などが実施していたが（二号作戦）、「足柄」も「五十鈴」も任務中途で撃沈されており、兵力輸送用船舶として、「唯一安全なアクセス」として病院船に白羽の矢が立ったわけである。
「橘丸」による兵力後退輸送任務は「光輸送乙号作戦」と命名され、命を受けた「橘丸」は海上トラック「広瀬丸」という偽名をもらい、7月27日に昭南を出港して7月31日にトアールに入港する。7月28日に急遽出発の連絡を受けた1,562名の将兵たちは、不要な私物を島民に与え、軍服や各種武器等は赤十字社の標章を付して梱包した上で、船内で白衣を着て患者を装った。物資は合計で3,000個にもなり、九二式歩兵砲（大隊砲）や速射砲まで積み込んだため、喫水が深くなると敵の潜水艦に疑われると船員たちは不安になった。これらの物資は、荷が軽いときはバラストの砂を入れる三層構造の最下層に入れられたという。臨検された場合に備えたのか、各人の偽名と適当な内容のカルテまで準備され、そこにある名前･所属等の情報を覚えるよう指示されたという。また、連合軍に発覚、拿捕される事態になった場合には、積み込んだ火薬類で自爆することが訓示されていたという。
しかし、いきなり物資を与え集落を赤十字のマークがついた物資を隠さずに運ぶ姿は、島民にも目立った。翌8月2日、「橘丸」はトアールを出港するが、この時すでにPBY カタリナが上空で張り付いていた。アメリカ軍は通信傍受により、「橘丸」が兵士を輸送していることを把握していたのである。乗り込んだ兵士らの中には、大砲を含む武器や弾薬をあまりに積み込んだために、船の喫水線が下がり、それで怪しまれたと考える者もおり、『歩兵第十八連隊史』も「敵艦艇の臨検を受けなければならぬ諸般の条件はそろっていたというべき」と書いている。
8月3日早朝、アメリカ海軍駆逐艦「コナー (DD-582)」 (USS  Conner, DD-582) と「チャレット」 (USS Charrette, DD-581) は、バンダ海を航行中の「橘丸」に対し国際信号旗 “S” “Q” “1” （停船せよ、さもなくば攻撃する）を掲げて停船を命じる。「橘丸」を挟み込むように接近した「コナー」と「チャレット」から臨検隊が送り込まれ、臨検隊に踏み込まれた「橘丸」は隠蔽に失敗した。証言には、当初臨検隊は床のゴザを剥ぎながらOK、OKと言って見て廻っていたが、小銃が発見され、徹底的に調べられることになったという。「なぜ看護婦が乗っていないのか」とか「なぜ怪我患者がいないのか」という質問にまともに答えられず、「患者」の名前とその病名ですら答えることができなかったともいう。決定打は食堂下の船倉に収められていた赤十字の箱から出てきた小銃、40トンの弾薬および曲射砲2門で、ついに「橘丸」は国際法違反により拿捕された。自爆は実行されなかった。
拿捕された「橘丸」には星条旗が掲揚され、船窓には有刺鉄線が打付けられたという。捕虜となった将兵は周囲から銃が突きつけられたサロンへ収容される。将兵のうち、将校クラスは暴発を警戒して「コナー」と「チャレット」に移された。8月8日、「橘丸」はモロタイ島に到着し、ここで将兵と乗組員は収容所送りとなった。このうち将兵は貨物船に押し込められ、フィリピン・マニラのモンテンルパ捕虜収容所に移送された。乗組員は「橘丸」に戻され、8月14日にマニラに入港。乗組員もモンテンルパ収容所に収容されたが、終戦後に安田喜四郎船長を除く乗組員は無罪として釈放された。その後の「橘丸」は、パラオからウェーク島に回航され、ウェーク島からの復員兵第一陣700名を乗せて10月20日に浦賀に帰投した。
「橘丸」拿捕は8月5日にオーストラリア放送で報じられており、日本側が「橘丸」拿捕を知ったのは、御田重宝はいろいろな記録から判断して5日が正しいようだとする。遅くとも8月6日朝に連合軍側の放送、あるいはオーストラリア放送を傍受した時には日本側も拿捕を知ったとみられ、南方軍総司令官の寺内元帥は激怒、「爆撃機をだして撃沈せよ」とまで命令したという。
カイ島トアルの戦闘指揮所長を兼ねていた第五師団の参謀長浜島厳郎大佐が責任をとって8月6日に自決し、さらに、同月15日に山田師団長も自決した。山田師団長の第五師団麾下の一部部隊は1943年11月ババル島で海軍の部隊とともに一村の住民を婦女子も含めてほぼ全滅させるババル島事件を起こしながら、戦後の戦犯追及ではその責任は問われなかったが、その隠蔽のために事件の報告書の改竄まで行っており、そこには国際法違反の責任問題として両名の自決も背景にあるのではないかという見方もある。ただし一般には、両名の自決は病院船偽装等の国際法違反を原因とするものではなく、将兵を無抵抗に敵に委ねた軍内部の責任からと理解されている。しかし、第五師団では1944年に捕虜を離れ島に連れて行って青酸ガス弾の実験で殺害しており、そのときの作戦主任参謀は戦後に戦犯として裁かれた際に師団長命令だったと弁明していることから、歴史研究者の秦郁彦は師団長らの自決の本当の原因はこちらであった可能性もあるとしている。

## 裁判
橘丸事件の裁判は、アメリカ第8軍司令官が招集した軍事委員会が主催する横浜法廷（場所：横浜地方裁判所）で行われた。審理は1948年（昭和23年）3月に開始され、同年4月13日に判決が出された。
起訴された人物と判決
- 沼田多稼蔵 中将（南方軍総参謀長）：重労働7年
- 和知鷹二 中将（南方軍総参謀副長兼南方軍交通隊司令官）：重労働6年
- 渡辺三郎 少将（第三船舶輸送司令官）：無罪
- 長野祐一郎 中将（第十六軍司令官）：無罪
- 豊嶋房太郎 中将（第二軍司令官）：重労働3年
- 森康則 中佐（第五師団参謀）：無罪
- 大森繁 軍医少佐（第五師団軍医）：無罪
- 安川正清 少佐（歩兵第十一連隊第一大隊長）：重労働1年半
- 安田喜四郎 軍属（橘丸船長）：無罪